# Половцов, Пётр Александрович
Пётр Алекса́ндрович По́ловцов (также По́ловцев) (30 мая (11 июня) 1874, Царское село — 9 февраля 1964, Монте-Карло) — русский военачальник, военный востоковед, генерал-лейтенант, автор ряда военно-востоковедных работ, видный деятель русского масонства во Франции.

## Биография
Родился 30 мая (11 июня) 1874 года в Царском Селе. Из дворян. Сын действительного тайного советника государственного секретаря Александра Александровича Половцова и Надежды Михайловной Июневой — воспитанницы барона A.Л. Штиглица, внебрачной дочери великого князя Михаила Павловича, брат российского дипломата Александра Александровича Половцова и астронома Надежды Александровны Бобринской (урожд. Половцовой).
Образование получил в гимназии при Санкт-Петербургском историко-филологическом институте (1890—1892) и Горном институте.

### Начало военной карьеры
В службу вступил 1 сентября 1897 года вольноопределяющимся в 44-й Нижегородский драгунский полк. В 1899 году выдержал офицерский экзамен при Николаевском кавалерийском училище и 30 марта был определён корнетом в лейб-гвардии Гродненский гусарский полк.
В 1902 году произведён в поручики. По окончании Николаевской академии Генерального штаба в 1904 году по 1-му разряду, штабс-ротмистр Половцов был переименован в капитаны Генерального штаба.

### Русско-японская война
Участник русско-японской войны. В 1904—1905 гг. офицер штаба 1-го Сибирского армейского корпуса.
С 20 декабря 1905 года — старший адъютант штаба 37-й пехотной дивизии.
С 20 декабря 1906 года по 12 декабря 1907 года был прикомандирован к Главному управлению Генерального штаба. Попросил о назначении военным агентом в Индию, но не получил этой должности. Вышел в отставку, путешествовал по Индии, где его брат А. А. Половцов был русским генеральным консулом в Бомбее. Встреча с Половцовым в Индии упоминается в воспоминаниях дипломата С. В. Чиркина:
Это были капитан Генерального штаба П. А. Половцов, лейб-гусар поручик граф Остен-Сакен, конногвардеец поручик граф Беннигсен. Все трое приехали в Индию поохотиться и только что возвратились с Цейлона, где, кажется, довольно удачно охотились на слонов…
Из трёх офицеров-охотников Остен-Сакен и Беннигсен покинули Индию торным морским путём вскоре после моего приезда. Оставался в Индии лишь брат А. А. Половцова П. А. Половцов, который в это время находился в Кашмире, поджидая М. С. Андреева, с которым он возвращался в Россию (1907) сухим путём через Каракорум и Памиры в наш Туркестан.
С 3 января 1908 года по 3 января 1909 года проходил цензовое командование ротой в 1-м Туркестанском стрелковом батальоне. С 29 января — старший адъютант штаба 2-й гвардейской пехотной дивизии. Подполковник.
В 1909 году командировался в Пекин в составе чрезвычайного посольства. С 26 ноября 1909 года по 27 февраля 1911 года состоял в распоряжении начальника Генерального штаба. С 27 феврале 1911 года в запасе генштаба. Помощник управляющего Кабинетом Его Императорского Величества. Состоял в распоряжении начальника Генштаба (26.11.1909 — 27.02.1911).

### Первая мировая война
С началом Первой мировой войны вернулся на военную службу. 23 августа 1914 года назначен командиром Татарского конного полка Кавказской туземной конной дивизии. 15 февраля 1915 года произведён в полковники. 
Высочайшим приказом от 17 октября 1915 года удостоен ордена Святого Георгия 4-й степени за то, что «в бою у дер. Бринь 15 февраля 1915 г. атаковал в лесу австрийцев, выбил их из ряда окопов и, несмотря на охват левого своего фланга и на дважды повторённые разрешения отойти, упорно держался на захваченном месте и своим упорством дал возможность разбить колонну австрийцев, обходящих правый фланг, чем облегчил взятие дер. Бринь».
С 25 февраля 1916 года начальник штаба Кавказской туземной конной дивизии («Дикой дивизии»), которой командовал великий князь Михаил Александрович. 15 июля 1916 года лихой атакой, опрокинул противника у деревни Езеран, за что 30 августа 1917 года был награждён Георгиевским оружием. Генерал-майор с 1917 года.

### Революция 1917 года
Участник Февральской революции. Во время революции находился в отпуске в Петрограде. Был вызван в Думу, где участвовал в работе военной комиссии. В апреле 1917 года возвратился на фронт. 22 мая 1917 года назначен главнокомандующим войсками Петроградского военного округа, сменив генерала Л. Г. Корнилова.

когда Керенскому понадобились «свои» генералы, он нашёл их среди «зонтов»: Энгельгардт как член Государственной думы оказался комендантом Таврического дворца; Половцев — главнокомандующим Петроградским военным округом; Марушевский — начальником генерального штаба; Голеевский — генерал-квартирмейстером…— Игнатьев А. А. Пятьдесят лет в строю. Книга II, глава 10. — М.: Воениздат, 1986. — С. 253. — ISBN 5-203-00055-7.
Во время июльского выступления большевиков руководил его подавлением и последующим разгромом редакции большевистской газеты «Правда». 2 сентября 1917 года (после Корниловского выступления, которому сочувствовал) назначен командующим Кавказским туземным конным корпусом. 9 сентября 1917 года произведён в генерал-лейтенанты. В своих мемуарах британский военный атташе в России А. Нокс вспоминает следующий случай:

На обеде был Рогозин, адъютант Половцова. Он рассказал, что, устав от безделья, Половцов отправился в Ставку за назначением. Корнилов приказал ему возвращаться в Петроград, куда скоро прибудет и он, и дожидаться там. Половцов поехал в Петроград. В час ночи в воскресенье, 9 сентября, с ним связались Пальчинский, Туган-Барановский и Туманов, которые отвели генерала к Керенскому.
Керенский пять минут жал Половцову руку, а потом попросил его принять командование войсками в Петрограде. Половцев отказался, но они проговорили за чаем до шести часов утра. Потом Керенский сказал: «Мне более чем жаль, что я не могу вас переубедить, но хоть скажите мне — вот карта — где бы вы разместили орудия для обороны Петрограда?» Половцов ответил, что он не знает местности. Однако он посоветовал, чтобы будущий Верховный главнокомандующий размещал пушки на господствующих высотах.

### Гражданская война
С 20 октября 1917 года Половцов — военный губернатор и командующий войсками Терской области. С ноября 1917 года по январь 1918 года главнокомандующий войсками Терско-Дагестанского края. В декабре 1917 года предпринял попытку сформировать в Ессентуках Кабардинский конный полк. 

### В эмиграции
В феврале 1918 года Половцов уехал с Кавказа для продолжения участия в Великой войне (большевистское правительство заключило с Центральными державами перемирие) на стороне англичан в Персию, но в сентябре 1918 года уже был в Лондоне.
Много путешествовал, жил один год на своей кофейной плантации в Восточной Африке. С 1919 года жил во Франции. В 1922 году уехал на постоянное жительство в Монако, где находилась семейная вилла Сен-Роман. Председатель международного спортивного клуба. Был натурализован в Монако. Возглавлял русскую секцию французского союза комбатантов.
Был одним из директоров знаменитого казино в Монте-Карло.
Автор воспоминаний «Дни затмения» (Париж, б/г).
Личный архив Половцова был сожжён во время Второй мировой войны масонами П. А. Бобринским и В. В. Лыщинским, сыном В. А. Лыщинского.

## Участие во масонстве
Видный деятель русского масонства во Франции. Посвящён 22 июля 1922 года в «Англо-саксонской» ложе № 343 в Париже (ВЛФ). Занимал в ложе различные должности. Посещал собрания ложи по 1928 год. Вновь присоединился к ложе 23 ноября 1959 года. С 10 октября 1923 года член ложи «Астрея» № 500 (ВЛФ). Помощник обрядоначальника в 1923 году, обрядоначальник в 1924 году. Вышел в отставку из ложи 22 декабря 1932 года. Член-основатель парижской ложи «Гермес» № 535 (ВЛФ). Обрядоначальник с 1924 по 1926 годы. Член ложи «Международная шотландская филантропия к розе» № 597, в Ницце (ВЛФ).
Член ложи совершенствования «Друзья любомудрия» (4-14°), консистории «Россия» (32°), Русского совета 33 степени. Возведён в 33° в 1933 году. Член совета со дня основания. Отсутствовал в 1937—1938 и в 1940—1946 годах.

## Сочинения
- Дни затмения Архивная копия от 19 июня 2019 на Wayback Machine. Изд-во «Возрождение». — Париж, 1918.
- Половцов П. А. Дни затмения: (Записки главнокомандующего войсками Петроградского военного округа генерала П. А. Половцова в 1917 году). — М.: Гос. публ. историч. библиотека, 1999. — 273 с. — ISBN 5-85209-054-9.
- Glory and Downfall. Reminiscences of a Russian General Staff Officer. — London, 1935.
- Monte Carlo Casino. — London, Stanley Paul & Co., 1937.

## Награды
- Орден Святого Владимира 4-й степени с мечами и бантом (1906)
- Орден Святой Анны 3-й степени с мечами и бантом (1906)
- Орден Святого Георгия 4-й степени (17.10.1915)
- Орден Святого Владимира 3-й степени с мечами (02.06.1916)
- Георгиевское оружие (ПАФ 30.08.1917).